# 瘤果凤仙花
瘤果凤仙花（学名：Impatiens tuberculata）是凤仙花科凤仙花属的植物。分布在锡金、不丹以及中国大陆的西藏等地，生长于海拔3,800米的地区，见于冷杉林缘草丛中或水沟边，目前尚未由人工引种栽培。